# تپه نی زار
تپه نی زار مربوط به دوره اشکانیان است و در شهرستان گیلانغرب، بخش مرکزی، دهستان ویژنان، ۸۰۰ متری غرب روستای گل خیرک سفلی واقع شده و این اثر در تاریخ ۲۶ اسفند ۱۳۸۷ با شمارهٔ ثبت ۲۵۴۱۳ به‌عنوان یکی از آثار ملی ایران به ثبت رسیده است.